# Canyó d'Avilés
El Canyó d'Avilés o Calador de Carrandi és una gran vall submarina situada a 7 milles de la costa asturiana al mar Cantàbric considerat el de més profunditat del món.
Situat a la posició 6è Oest el canyó comença a una profunditat de 140 metres sobre la plataforma cantàbrica fins als 4750 metres de profunditat de la base del canó. El canyó s'inicia sobre la perpendicular de la localitat d'Avilés arribant fins a la costa de Navia.
El seu origen data del Neogen, igual que la resta dels canons localitzats en el marge cantàbric, sent controlat per fractures antigues reactivades durant el Cenozoic i lligades a l'obertura del golf de Biscaia. La seva morfologia és la d'una vall principal que arriba a una profunditat de gairebé 5000 metres al que arriben altres menors tributaris, encaixats a favor de les principals direccions de fracturació i les seves conjugades, que convergeixen al talús arribant a desembocar a la plana abissal del golf de Biscaia.

## Ecosistema
L'ecosistema del canyó és un dels més importants i diversos de la plataforma del mar Cantàbric. Dins del mateix es poden trobar diversos ecosistemes relacionats amb la variació de profunditat. En el mateix es poden trobar zones de gran importància reproductora per a espècies com el rap o el lluç. Segons l'oceanògraf José L. Encunya, hi ha dins de la vall submarina unes 800 espècies d'organismes bentònics; a més, el canyó d'Avilés també és una zona de pas de balenes, entre d'altres grans espècies marines.

### Coralls
El primer escull de corall d'aigua freda d'Espanya el va trobar al Canó, el 1987, un equip d'investigadors del Departament de Biologia d'Organismes i Sistemes de la Universitat d'Oviedo finançat per l'empresa Hidroelèctrica del Cantàbric i dirigit pel Professor Emilio Anadó. Entre les espècies trobades es poden destacar Lophelia pertusa o Madrepora oculata . Mesura:500m

### Cetacis
A la costa asturiana es troba la major biodiversitat de cetacis del Cantàbric. Aquests cetacis estan relacionats amb el canyó doncs les principals poblacions de dofínids tals com els dofins comuns, llistats, mulars i el calderó comú habiten les profunditats del mateix.

### Calamar gegant
A l'avenc es creu que es troba l'hàbitat d' Architeuthis dux o el de Taningia danae.

## Protecció
L'ecosistema del canyó s'enfronta a diversos perills entre els quals destaquen l'explotació pesquera de la zona, l'ampliació del port d'Avilés, el trànsit marítim de la zona i la pressió humana amb abocaments d'aigües residuals i desenvolupament costaner.

## Situació
Latitud: 43.792875. Longitud: -6.219975 ( 43°47'34.4"N 6°13'11.9"W) UFI: -152449. UNI: -236369 UTM: QJ16. JOG: NK29-02